# Río Seco-Villa Quinteros
Se denomina La Trinidad - Medina a la aglomeración urbana que se extiende entre las localidades argentinas de Río Seco y Medinas del Departamento Monteros, dentro de la provincia de Tucumán.
La aglomeración se encuentra emplaza a 59 km de la ciudad de San Miguel de Tucumán y se accede a la misma a través de la RN 38.
Con 9,371 habitantes (Indec, 2001), es la 12° aglomeración más poblada de la provincia. En el anterior censo contaba con 8,431 habitantes (Indec, 2001), lo que representa un incremento del 11%.
| Localidad       | Departamento | Población (2010) | Población (2001) | Población (1991) |
| --------------- | ------------ | ---------------- | ---------------- | ---------------- |
| Total           |              | 9.371            | 8.431            | 7.036            |
| Río Seco        | Monteros     | 5.131            | 4.785            | 4.039            |
| Villa Quinteros | Monteros     | 4.240            | 3.646            | 2.997            |